# NGC 6993
NGC 6993 је спирална галаксија у сазвежђу Јарац која се налази на NGC листи објеката дубоког неба.
Деклинација објекта је - 25° 28' 20" а ректасцензија 20h 53m 54,0s. Привидна величина (магнитуда) објекта NGC 6993 износи 13,1 а фотографска магнитуда 13,8. NGC 6993 је још познат и под ознакама ESO 529-11, MCG -4-49-7, IRAS 20509-2539, PGC 65671.